# Fiero European Sport Car
Die Fiero European Sport Car GmbH ist eine Autowerkstatt und war ein deutscher Hersteller von Automobilen.

## Unternehmensgeschichte
Gegründet wurde das Unternehmen 1989 durch Herrn G. Kollitz als Handel mit gebrauchten Fahrzeugen der Marke „Pontiac Fiero“ und Import von Karosseriebausätzen in optischer Anlehnung an das Model „328“ eines italienischen Sportwagenherstellers. Sitz des Unternehmens war in Breitenbach. 1990 begann die Produktion von Automobilen mit den vorhandenen Importbauteilen, deren Qualität allerdings nicht den Anforderungen entsprachen. Der Markenname lautete FESC- Fiero European Sport Cars. Im September 1992 wurde die Firma durch den Ingenieur Eric Ohrnberger mit Sitz in Ludwigshafen übernommen und die Qualität der Karosseriebauteile durch die Produktion eigener Karosserieteile wesentlich verbessert. Zudem wurde die Produktpalette durch die Herstellung eigener Fahrwerkskomponenten und Zubehör sowie weiterer Bausatzmodelle erweitert. Das Unternehmen befindet sich immer noch in Ludwigshafen am Rhein und wird von Herrn Eric Ohrnberger geführt. Es ist aber nur noch eine Autowerkstatt mit Bezug zu amerikanischen Autos. Es ist nicht bekannt, wann die Produktion der Fahrzeuge,-teile endete.

## Fahrzeuge
Das erste Modell war der Mirage. Auf das Fahrgestell des Pontiac Fiero wurde eine Karosserie aus Kunststoff montiert. Das Fahrzeug ähnelte den Ferrari-Modellen 308 und 328. Für den Antrieb sorgte ein Sechszylindermotor von General Motors mit 2800 cm³ Hubraum und 140 PS Leistung. Der Neupreis als Komplettfahrzeug betrug 64.000 DM.
Das andere Modell war der Marossa. Die Karosserie, die ebenfalls aus Kunststoff bestand, ähnelte dem Ferrari Testarossa. Der Neupreis für den Kit betrug 17.400 DM.